# NGC 138
NGC 138 (ook wel PGC 1889, UGC 308, MCG 1-2-16 of ZWG 409.23) is een spiraalvormig sterrenstelsel in het sterrenbeeld Vissen.
NGC 138 werd op 29 augustus 1864 ontdekt door de Duitse astronoom Albert Marth.